# 黄子卿
黄子卿（1900年1月2日—1982年7月23日），家名荫荣，字碧帆，男，广东梅县人，中国物理化学家，教育家，中国物理化学奠基人之一，中国科学院院士。他從事物理化學的教學、研究，尤其是熱力學、溶液理論的範疇，並出版《物理化學》、《電解質溶液理論導論》、《非電解質溶液理論導論》等教科書。

## 生平
1921年毕业于清华學校。1922年入美国威斯康星大学，主修化學，並於1924年获理学学士学位。1925年获美国康奈尔大学理学硕士学位。同年九月，到美国麻省理工学院攻讀博士，從事電化學的研究，改進測定電解質溶液離子遷移數的裝置。其後因公費到期，於1927年回國。
回國後到北平协和医学院生物化学系任研究助理，在生物化学家吳憲的领导下，在測定蛋白質分子量、蛋白質變性等方面進行研究。1929年任清华大学化學系教授。
1934年六月黄子卿再次赴美，師從比泰教授（J.A. Beattie），精確測定水的三相點，1935年获美国麻省理工学院哲學博士学位。1935年到1952年任清华大学教授，其中1937年至1945年为昆明西南联合大学化学系教授，1948年至1949年赴美国加州理工学院任客座教授，作晶體學的研究。
1952年起任北京大学化学系教授，任物理化学教研室主任，并被评聘为一级教授，1955年被選為中国科学院学部委员。1964年，他又兼物理化学及胶体化学研究室主任。
1982年7月23日病逝于北京。

## 贡献

### 測定水的三相點
黄子卿進行热力学绝对温标的研究，並準確測定水的三相点温度。他仔細處理樣品，如以氫氧化鋇處理以脫去二氧化碳；又對結果進行校正，例如透過測定樣品的電導率，再按著溶液依數性（凝固點降低）做校正。經過一年的測量，測出水的三相點溫度，即為0.00981±0.00005°C。1938年，黄子卿、贝蒂、本笛克特等人在《美国藝術与科学院匯刊》發表有關論文其數值受到國際溫標會議的採納，而被設為國際溫度標準之一，黄子卿因而入選美國的《世界名人錄》。

### 溶液理論
黄子卿對鹽-水-非電解質體系和溶液理論有所研究，透過實驗規律提出鹽效應的機制，又檢驗了非電解質的偶極矩與鹽效應的關係。黄子卿對此課題發表論文十餘篇。

### 化學教育
黄子卿於1956年編著出版的《物理化學》為當代中國第一部中文物理化學參考書。另著有《电解质溶液理论导论》、《非电解质溶液理论导论》等書籍。
黄子卿執教五十多年，致力於中國物理化學的教育，講授過物理化學、熱力學、動力學、統計力學、電化學、溶液理論等課程。指導過的學生有錢偉長等。